# Stefán Hörður Grímsson
Stefán Hörður Grímsson (ur. 31 marca 1919 w Hafnarfjörður, zm. 18 września 2002 w Reykjavíku) – islandzki poeta i pisarz modernistyczny, przedstawiciel szkoły poetów atomu.
Pierwszy tomik poezji Glugginn snýr í norður wydał w 1946 roku, ale uznanie zdobył dopiero modernistycznym zbiorem wierszy Svartálfadans wydanym w 1951 roku. Trzeci tomik poezji Hliðin á sléttunni został opublikowany w 1970 roku. W 1981 roku wydał zbiór wierszy Farvegir, a w 1987 roku tomik Tengsl, który otrzymał nominację do Nagrody Literackiej Rady Nordyckiej. W 1989 roku opublikował dzieło Yfir heiðan morgun, za które w 1990 roku otrzymał Islandzką Nagrodę Literacką.